# Готварство
Готварството представлява изкуство за приготвяне на храната за консумация. Понятието често се използва в по-тесен смисъл като топлинна обработка на храната с цел да се промени нейния вкус, структура, изглед или хранителни качества. С овладяването на огъня преди хиляди години, готвенето се е превърнало в широко разпространена черта на всички култури.
Освен думата готварство, широка употреба има и думата от латински произход кулина̀рия (culinaria), която носи по-специфичния смисъл на готварство, издигнато до степен на изкуство.
Кулинарията носи отпечатъка на епохата и съответната култура, в която се практикува. Представата за кулинарията еволюира с постиженията на науката и техниката и се съобразява както с условията на средата (наличните на пазара хранителни продукти), така и с валидните за текущия момент предписания на науката за храненето.
През последното столетие е осъществен огромен напредък по отношение на производството, транспорта, съхранението и приготовлението на хранителната продукция в световен мащаб. Днес почти навсякъде по света има достъп не само до местната кухня, но и до образци на чуждестранната кулинарна традиция. Най-разпространени са националните кухни на Китай, Япония, Италия и Мексико. Отделно от това кулинарията търпи еволюция, тъй като освен към хранително-вкусовите качества на ястията се предявяват и все по-високи претенции към техния естетичен външен вид и трайност.
Сред основните тънкости на кулинарното изкуство са:
- изборът на разнообразно, питателно и здравословно меню, съобразено с желанията, потребността и случая, поради който се подготвя храната и с възможностите на домакинството, както и със здравословното състояние на членовете му;
- планирането на дейностите по обработка и готвене на храната;
- подходящо съчетаване на вкусовете и подправките в ястията, както и комбинирането на ястия и напитки;
- приготвянето, гарнирането и сервирането на ястията по естетичен начин.